# ジェット・ウィリアムズ
ジェット・ウィリアムズ（Jett Williams、出生時の本名：アンサ・ベル・ジェット、Antha Belle Jett、1953年1月6日）は、アメリカ合衆国のカントリー音楽の演奏者。
ジェットは、カントリー音楽を象徴する人物であるハンク・ウィリアムズSr.と、ハンクが離婚した後、再婚するまでの短期間だけ関係があった、ボビー・ジェット（Bobbie Jett）との間に生まれた。ジェットは父ハンクの死の5日後に、アラバマ州モンゴメリーで生まれた。ジェットは、1954年12月に、法的な手続きの上で、ハンクの母リリアン・ストーン（Lillian Stone）の養女となった。リリアンは、キャサリン・イボンヌ・ストーン（Catherine Yvonne Stone）という名を彼女に与えた。1955年にリリアンが亡くなると、養母を失った幼いキャシー（Cathy：Catherine の愛称）は、法的には州の被後見人となり、その後、新しい養父母に引き取られ、キャシー・ルイーズ・デュプリー（Cathy Louise Deupree）と名付け直された。
ジェットは、自分が養女であることは知っていたが、1980年代はじめまで、生物学上の実の父母が誰なのかは知らなかった。父ハンクは、ジェットが生まれる3カ月前に出産前認知に同意し、まだ生まれていなかった娘を認知していたが、彼女が父との関係を証明し、ハンクの娘であると認められるまでには、非常に長い時間がかかった。報じられているところでは、異母兄で、カントリー歌手であるハンク・ウィリアムズ・ジュニア（Hank Williams, Jr.）に、血縁として受け入れられるまでには、長い時間がかかったという。
1984年9月、ジェットは助力を得るため、ワシントンD.C.の調査弁護士キース・アドキンソン（Keith Adkinson）と会って、彼を雇った。数日のうちに、アドキンソンは出産前認知の契約書の写しを入手し、数カ月のうちに、ジェットが、他の人々の経済的利益のために、受け継ぐべき資産を不当に搾取されていた、という結論を証明した。この発見に基づいて訴訟が起こされ、1985年、アラバマ州裁判所は、ジェットをハンク・ウィリアムズの娘と認定した。1986年9月28日、ジェットとキースはワシントンD.C.で結婚した。
1987年10月26日、アラバマ州最高裁判所は、ジェットが詐欺と法的誤謬の犠牲となっていたことを認め、ウィリアムズ家の資産の半分をジェットに与えるという裁定を下した。ハンク・ウィリアムズJr.は連邦裁判所に上訴したが、1990年には合衆国最高裁判所が上告を退けて、裁定が確定した。
1990年、ジェットは自伝『Ain't Nothin' as Sweet as My Baby』を出版した。
その後、ジェットとキース・アドキンソンは、テネシー州メイコン郡に農場を求め、移り住んだ。以降、ジェットは地元の様々な行事に資金を提供するなど、社会的貢献を行なうようになった。2000年、テネシー州議会は、決議案 HJR 621を採択し、2000年5月18日を、メイコン郡における「ジェット・ウィリアムズに感謝する日 (Jett Williams Appreciation Day)」とすることを決めた
2006年1月20日、テネシー州控訴裁判所（Tennessee Court of Appeals）は下級審の判決を支持し、ハンク・ウィリアムズの相続人である息子ランドール・ハンク・ウィリアムズ（ハンク・ウィリアムズjr.）と、娘ジェット・ウィリアムズだけが、1950年代はじめにナッシュビルのラジオ局での録音を販売する権利があるとする判断を示した。法廷は、もともとラジオ局WSMで放送された『Mother's Best Flour Show』のために録音された音源の発売について展開された、ポリグラムとレガシー・エンタテイメントの主張を退けた。この音源には、1997年にレガシー・エンタテイメントが取得したもので、その中にはハンク・ウィリアムズのヒット曲のライブ版や、その他の曲のカバーが収録されていた。ポリグラムは、同社が権利を継承したMGMレコードとの契約によって、ウィリアムズはラジオ用に録音した音源を発売する権利を譲り渡していた、と主張していた。2008年10月、『Mother's Best Flour Show』の音源の抜粋が、『Hank Williams: The Unreleased Recordings』と題されてタイム・ライフ（Time-Life）から発売された。
ジェット・ウィリアムズは、スティール・ギター奏者ドン・ヘルムズ(Don Helms)も参加した、ツアーのために編成されたドリフティング・カウボーイズとともに、ツアーを行ったことがある。